# Régime de pensions du Canada
Le Régime de pensions du Canada (RPC) est un régime public de sécurité sociale créé en 1927 et administré par le gouvernement fédéral canadien par l'entremise de son ministère de l'Emploi et du développement social. L'objectif du RPC est de fournir aux citoyens canadiens admissibles un revenu de retraite de base ainsi qu'une protection financière en cas de décès ou d'invalidité. Il forme l'une des deux composantes majeures du système de revenus de retraite subventionné par l'État canadien, l'autre composante étant la pension de la Sécurité de la vieillesse.
Tous les employés salariés et tous les employeurs canadiens doivent cotiser au RPC. La contribution est calculée en fonction du revenu annuel de chaque travailleur : pour le travailleur salarié, la contribution sera répartie également entre lui et son employeur, alors que le travailleur autonome devra en assumer seul la totalité.

## Histoire

### Québec
La loi fut promulguée en 1927, financée par Ottawa, accessible à 70 ans et sera effective au Québec à partir de 1936 après une entente avec la province, avec l'arrivée au pouvoir du gouvernement de l'Union nationale de Maurice Duplessis. Le gouvernement fédéral finançait le programme à 50% et le provincial fournissait l'autre moitié. Après un changement constitutionnel, le programme fut modifié en 1952 le rendant universel pour chaque personne, homme ou femme, peu importe les avoirs d'un prestataire.
Le Régime de pensions du Canada fut modifié en 1966 par le gouvernement libéral de Lester B. Pearson. La loi sur la sécurité de la vieillesse abaisse à 65 ans l'âge d'admissibilité à la pension de la SV, une année à la fois, à compter de 1966 pour les personnes de 69 ans. En 1970, la pension du Canada fut accessible à partir de 65 ans.
À l'origine, le taux de contribution fut fixé à 1,8 % des revenus bruts d'un travailleur, mais depuis celui-ci fut haussé à plusieurs reprises ; en 2010, il se situait à 9,9 %.

### Tentative de cession par l'Ontario
Le Régime de Retraite de la Province de l'Ontario (RRPO) (en anglais: Ontario Retirement Pension Plan (ORPP)) était un élément majeur de la plateforme du Parti libéral de l'Ontario lors des élections générales ontariennes de 2014.
Le 29 avril 2015, l'assemblée législative de l'Ontario adopte une loi sur le régime de retraite de la province de l'Ontario (RRPO) qui constitue la première base d'un régime indépendant du RPC qui devrait être mis en place au 1er janvier 2017,. Il reçoit la sanction royale en mai 2015.
Le régime de pensions ne verra jamais le jour puisqu'en 2016 un accord entre le gouvernement fédéral et les provinces visant à élargir le Régime de pensions du Canada,.

### Tentative de cession par l'Alberta
La création d'un régime de pension indépendant du RPC remonte en 2019 lorsque la province étudie l'idée de sa sortie du Régime de pensions du Canada.  
L'idée est relancée en 2023 par la première ministre Danielle Smith avec à l'appuis un rapport de Solutions Mieux-être LifeWorks,.

## Régime de rentes du Québec (RRQ)
Si vous avez résidé et travaillé au Québec, le RPC et le Régime de rentes du Québec (RRQ) se complètent pour que tous les cotisants reçoivent une pension de retraite. Créé en 1965 et entré en vigueur en 1966, le Régime de rentes du Québec est un régime public d'invalidité et de pensions de retraite. Le régime permet de retirer un revenu mensuel à partir de 60 ans. À 65 ans, le régime de pension du Canada s'ajoute au RRQ. Il est administré par Retraite Québec et par la Caisse de dépôt et placement du Québec.